# アルバート・グスタフ・ダールマン

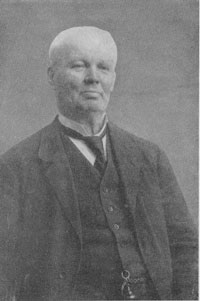
アルバート・グスタフ・ダールマン

アルバート・グスタフ・ダールマン（Albert Gustaf Dahlman、1848年2月17日 - 1920年7月30日）は、スウェーデン最後の死刑執行人である。
若いころは軍人として従軍しており、ヴェストマンランド連隊に配属されていた。最終階級は伍長である。
1885年8月5日に200人の応募者の中から首都のストックホルムの死刑執行人に選ばれた。1887年に前任者のペール・ペーター・クリスティアンソン・シュタイネックが引退してアメリカに移住した後は、スウェーデンで唯一の死刑執行人となり、そのまま最後の死刑執行人となった。
彼は、スウェーデンで唯一のギロチンによる死刑執行を行った。最後の死刑執行はヨハン・アルフレッド・アンデに対してギロチンで行われた。それ以前の5人は、斧による斬首刑であった。

## 執行歴
- 1890年8月7日 - クリスチャンスタードでAnna Månsdotterに執行
- 1893年3月17日 - GävleでPer Johan Petterssonに執行
- 1900年7月5日 - カールスクルーナでJulius Sallrotに執行
- 1900年8月23日 - マルメでLars Nilssonに執行
- 1900年12月10日 - ヴェステロースでJohn Filip Nordlundに執行
- 1910年11月23日 - ストックホルムでJohan Alfred Anderに執行

彼は、死刑執行人としての在任期間の最後の10年間は死刑執行を行わないまま引退した。その後、彼の死後に死刑執行人の後継者はおらず、死刑も執行されなかった。1910年の死刑執行を最後に、スウェーデンでは1921年3月に戦時犯罪を除く犯罪に対して死刑が廃止され、死刑執行人は不要となった。
そして、1973年に正式に死刑制度が廃止となった。